# Muzeum Martyrologiczne w Żabikowie
Muzeum Martyrologiczne w Żabikowie – muzeum z siedzibą w Luboniu, którego organizatorem jest samorząd województwa wielkopolskiego. Do zakresu jego działania należy opieka nad miejscami pamięci położonymi w Żabikowie i w Chełmnie nad Nerem oraz upamiętnienie Zagłady i męczeństwa ofiar byłych niemieckich obozów utworzonych na tych terenach – obozu karno-śledczy w Żabikowie oraz obozu zagłady w Chełmnie nad Nerem.

## Historia
Muzeum powstało w 1979. Na podstawie rozporządzenia Prezesa Rady Ministrów z dnia 8 grudnia 1998 r. w sprawie wykazu instytucji kultury o charakterze regionalnym wpisanych do rejestrów prowadzonych przez wojewodów, podlegających przekazaniu do samorządów województw w celu ich prowadzenia w ramach zadań własnych (Dz. U. Nr 148 poz. 971), instytucja została przejęta przez samorząd województwa wielkopolskiego.
Jego oddziałem zamiejscowym od 2013 jest Muzeum byłego niemieckiego Obozu Zagłady Kulmhof w Chełmnie nad Nerem, a od 2025 jego częścią jest także Muzeum Martyrologii Wielkopolan – Fort VII w Poznaniu.
Muzeum jest wpisane do wykazu muzeów, prowadzonego przez ministra właściwego do spraw kultury i ochrony dziedzictwa narodowego, zgodnie z art. 5b ustawy z dnia 21 listopada 1996 r. o muzeach oraz rejestru instytucji kultury prowadzonego przez samorząd województwa wielkopolskiego.